# Франкстаун Тауншип (округ Блер, Пенсільванія)
Франкстаун Тауншип (англ. Frankstown Township) — селище (англ. township) в США, в окрузі Блер штату Пенсільванія. Населення — 7399 осіб (2020).

## Демографія
Згідно з переписом 2010 року, у селищі мешкала 7381 особа в 2956 домогосподарствах у складі 2177 родин. Було 3068 помешкань
Расовий склад населення:
| - 96,5 % — білих - 1,9 % — азіатів - 0,5 % — чорних або афроамериканців - 0,1 % — вихідців з тихоокеанських островів |

До двох чи більше рас належало 0,8 %. Частка іспаномовних становила 0,6 % від усіх жителів.
За віковим діапазоном населення розподілялося таким чином: 19,7 % — особи молодші 18 років, 61,1 % — особи у віці 18—64 років, 19,2 % — особи у віці 65 років та старші. Медіана віку мешканця становила 48,2 року. На 100 осіб жіночої статі у селищі припадало 93,1 чоловіків;  на 100 жінок у віці від 18 років та старших — 89,9 чоловіків також старших 18 років.
Середній дохід на одне домашнє господарство  становив 91 028 доларів США (медіана — 68 036), а середній дохід на одну сім'ю — 105 016 доларів (медіана — 83 313). Медіана доходів становила 49 712 долари для чоловіків та 46 932 долари для жінок. За межею бідності перебувало 5,0 % осіб, у тому числі 8,7 % дітей у віці до 18 років та 3,8 % осіб у віці 65 років та старших.
Цивільне працевлаштоване населення становило 3707 осіб. Основні галузі зайнятості: освіта, охорона здоров'я та соціальна допомога — 32,1 %, роздрібна торгівля — 13,4 %, мистецтво, розваги та відпочинок — 10,5 %, науковці, спеціалісти, менеджери — 8,2 %.